# 迈克尔·雷德黑德
迈克尔·洛根·戈内·雷德黑德（英語：Michael Logan Gonne Redhead，1929年12月30日—2020年8月31日），英国物理哲学家。剑桥大学荣誉教授。

## 生平
1929年生于伦敦，先后毕业于西敏公學和伦敦大学学院，1950年获物理学学士学位。之后，他在协助打理家族产业。1968年重新回到学术界，1970年获数学物理博士学位。1972年参加切尔西学院（1985年并入伦敦国王学院）科学史和科学哲学博士后课程。1982年当选英国物理学会会士。
1984年至1987年，担任伦敦国王学院物理哲学教授。1987年至1997年，担任剑桥大学教授，期间曾任剑桥大学沃尔森学院副院长、代理院长。1991年，当选英國國家學術院哲学学部院士。1999年至2002年，担任倫敦政治經濟學院自然与社会科学哲学中心荣誉教授。
2020年8月31日逝世。

## 出版物
- Michael Redhead. . Cambridge University Press. 1996. ISBN 9780521589666 （英语）.
- Michael Redhead. . Nature. 1992, (360): 107.